# Daniela Santiago
Daniela Santiago (Màlaga, 1 d'abril de 1982) és una ballarina, model i actriu espanyola.

## Carrera
Ha treballat de model, en el món del maquillatge i de gogó en discoteques.
El seu primer treball televisiu va ser un paper protagonista a Veneno, sèrie d'Atresmedia creada per Javier Ambrossi i Javier Calvo sobre la vida de Cristina La Veneno. Va ser seleccionada per la gran semblança física que tenia amb Cristina en l'època en què es va fer famosa al programa Esta noche cruzamos el Mississippi de Telecinco. Per la seva participació a Veneno va ser nominada al Premi Feroz 2021 a la millor actriu protagonista d'una sèrie.

## Filmografia

### Televisió
| Any       | Títol      | Personatge           |
| --------- | ---------- | -------------------- |
| 2020      | Veneno     | La Veneno            |
| 2020-2021 | ByAnaMilán | Ella mateixa         |
| 2023      | La mesías  | membre de Wonderland |